# 逆光 (Ado歌曲)
〈逆光〉（日语：逆光）是日本歌手Ado的第12首數位發行單曲，於2022年7月6日由維京音樂 (日本)發行。

## 概要
〈逆光〉為2022年動畫電影《ONE PIECE FILM RED》的劇中歌，由Vaundy作詞兼作曲。